# Stipendium ur Lena Vendelfelts minnesfond
Stipendium ur Lena Vendelfelts minnesfond är ett svenskt litteraturstipendium. Stipendiet instiftades 1981 av Erik (1900–1984) och Barbro Vendelfelt (1915–2004), och utdelas av Svenska Akademien till ”diktare som söker hävda och värna rent mänskliga värden”. Stipendiebeloppet uppgår till 60 000 kronor (2016).

## Mottagare
- 1981 – Ingeborg Erixson
- 1982 – Birgitta Trotzig
- 1983 – Anna Rydstedt
- 1984 – Folke Isaksson
- 1985 – Nils-Åke Hasselmark
- 1986 – Jacques Werup
- 1987 – Gunnar Harding
- 1988 – Sven Lindner
- 1989 – Carl-Erik af Geijerstam
- 1990 – Björn Ranelid
- 1991 – Vibeke Olsson
- 1992 – Hans Peterson
- 1993 – Mare Kandre
- 1994 – Staffan Söderblom
- 1995 – Magnus William-Olsson
- 1996 – Carl-Johan Vallgren
- 1997 – Magnus Nilsson[förtydliga]
- 1998 – Lars Mikael Raattamaa
- 1999 – Olle Orrje
- 2000 – Karl-Gustaf Hildebrand
- 2001 – Ylva Eggehorn
- 2002 – Stewe Claeson
- 2003 – Kristina Sandberg
- 2004 – Ellen Mattson
- 2005 – Peter Pohl
- 2006 – Katarina Kieri
- 2007 – Christine Falkenland
- 2008 – Aase Berg
- 2009 – Gun-Britt Sundström
- 2010 – Gabriela Melinescu
- 2011 – Sara Mannheimer
- 2012 – Susanna Alakoski
- 2013 – Marie Lundquist
- 2014 – Cilla Naumann
- 2015 – Ola Nilsson
- 2016 – Håkan Anderson
- 2017 – Jonas Brun[2]
- 2018 – Christine Falkenland[3]
- 2019 – David Vikgren[4]
- 2020 – Henrika Ringbom[5]
- 2021 – Anneli Jordahl[6]
- 2022 – Ola Larsmo[7]
- 2023 – Lennart Hagerfors[8]
- 2024 – Hanna Rajs[9]

### Fotnoter
1. ↑  ”Stipendium ur Lena Vendelfelts minnesfond”. Svenska Akademien. http://www.svenskaakademien.se/press/stipendium-ur-lena-vendelfelts-minnesfond-10. Läst 18 januari 2017.
2. ↑  ”Jonas Brun tilldelas Stipendium ur Lena Vendelfelts minnesfond”. Albert Bonniers Förlag. 21 december 2017. http://www.bonnierforlagen.se/nyhetsrum/nyheter/2017/12/21/jonas-brun-tilldelas-stipendium-ur-lena-vendelfelts-minnesfond/. Läst 30 december 2017.
3. ↑  ”Stipendium ur Lena Vendelfelts minnesfond | Svenska Akademien”. www.svenskaakademien.se. https://www.svenskaakademien.se/press/stipendium-ur-lena-vendelfelts-minnesfond-12. Läst 4 november 2019.
4. ↑  ”Stipendium ur Lena Vendelfelts minnesfond | Svenska Akademien”. www.svenskaakademien.se. https://www.svenskaakademien.se/press/stipendium-ur-lena-vendelfelts-minnesfond-13. Läst 23 december 2019.
5. ↑  ”Högtidssammankomst 2020 | Svenska Akademien”. www.svenskaakademien.se. https://www.svenskaakademien.se/akademien/sammankomster/hogtidssammankomsten/hogtidssammankomst-2020. Läst 21 december 2021.
6. ↑  ”Högtidssammankomst 2021 | Svenska Akademien”. www.svenskaakademien.se. https://www.svenskaakademien.se/akademien/sammankomster/hogtidssammankomsten/hogtidssammankomst-2021. Läst 21 december 2021.
7. ↑  ”Högtidssammankomst 2022 | Svenska Akademien”. www.svenskaakademien.se. https://www.svenskaakademien.se/akademien/sammankomster/hogtidssammankomsten/hogtidssammankomst-2022. Läst 27 december 2022.
8. ↑  ”Svenska Akademiens pressinformation”. www.svenskaakademien.se. https://www.svenskaakademien.se/press/lena-vendelfelts-minnesfond-2023. Läst 28 november 2024.
9. ↑  ”Lena Vendelfelts minnesfond”. www.svenskaakademien.se. https://www.svenskaakademien.se/press/lena-vendelfelts-minnesfond-2024. Läst 8 januari 2025.